# Laura Morera
Pour les articles homonymes, voir Morera.
Laura Morera, née le 6 novembre 1977 à Madrid, est une danseuse de ballet espagnole, danseuse principale au Royal Ballet de Londres.

## Enfance et scolarité
Laura Morera naît à Madrid. À sept ans elle commence à aller à Londres pour participer aux cours d'été de la Royal Academy of Dance (en) et à dix ans elle auditionne pour entrer à la Royal Ballet School en dansant un solo de Paquita en pointes. Elle est diplômée en 1995.

## Carrière
Laura Morera rejoint le Royal Ballet après avoir été diplômée. Elle devient première artiste en 1998, soliste en 1999, première soliste en 2002 et danseuse principale en 2007.
Elle danse plusieurs premiers rôles : le rôle titre dans Giselle, la Fée dragée dans Casse-Noisette, Natalia Petrovna dans A Month in the Country (en) d'Ashton, la tzigane dans Les Deux Pigeons, Juliette de MacMillan dans Roméo et Juliette, le rôle-titre dans L'Histoire de Manon, Marie Vetsera dans Mayerling, le rôle-titre dans Anastasia (en) et Tiana dans Onéguine de Cranko,. 
Elle remporte en 2015 le Critics' Circle lors des National Dance Awards (en) pour son interprétation de Lise dans La Fille mal gardée d'Ashton.
En dehors de la compagnie, Laura Morera et son mari Justin Meissner, ancien danseur du Royal Ballet, dansent dans leur groupe Dance Tour International et organisent des galas et des ateliers dans différents pays.

## Répertoire
- Lise dans La Fille mal gardée
- Le rôle titre dans
- Diane dans Sylvia ou la Nymphe de Diane
- La tzigane dans Les Deux Pigeons
- Effie dans La Sylphide
- Macha et Irina dans Winter Dreams (en)
- Tatiana dans Onéguine (en)
- Le rôle titre dans Giselle
- Kitri dans Don Quichotte
- La Fée dragée dans Casse-Noisette
- Gamzatti dans La Bayadère
- Le rôle titre et la maîtresse de Lescaut dans L'Histoire de Manon
- Marie Vetsera, Mitzi Caspar et Marie Larisch dans Mayerling
- La Reine de cœur Alice's Adventures in Wonderland (en)
- Paulina dans The Winter's Tale (en)
- Titania dans Le Rêve
- Wife dans The Concert

### Créations
- Rushes – Fragments of a Lost Story
- 'See, even Night herself is here’pas de deux
- Qualia
- Of Mozart
- Asphodel Meadows
- Sweet Violets
- Hansel and Gretel
- The Age of Anxiety
- Electric Counterpoint
- Frankenstein
- Tryst